# Rinită alergică
Rinita alergică este un tip de rinită care are loc în cazul în care sistemul imunitar manifestă o hiperactivitate asupra alergenilor din aer. Semnele și simptomele acestei afecțiuni includ: congestia nazală cu hipersecreție, strănuturi, înroșirea și pruritul la nivel ocular. Secrețiile nazale sunt de obicei clare. Debutul simptomelor are loc de obicei la câteva minute după expunerea pe cale aeriană la alergeni și poate afecta somnul, abilitatea de a lucra sau învăța. Multe persoane care suferă de rinită alergică au și astm, conjunctivită alergică sau dermatită atopică.